# Giorgos Katroungalos

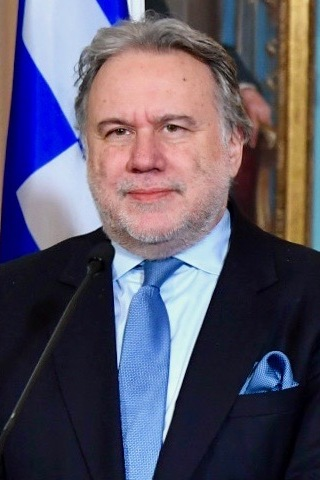
Giorgos Katroungalos (2018)

Giorgos Katroungalos (auch George oder Georgios Katrougalos oder Katrougkalos; griechisch Γιώργος Κατρούγκαλος, * 27. März 1963 in Athen) ist ein griechischer Jurist und Politiker (SYRIZA). Er ist Professor für Öffentliches Recht an der Demokrit-Universität Thrakien. Von 2014 bis Januar 2015 war er Mitglied des Europäischen Parlaments. Danach war er im Kabinett Alexis Tsipras unter anderem Arbeitsminister und Außenminister. Seit 2024 ist er Sachverständiger zur Förderung einer demokratischen und gerechten internationalen Ordnung beim UN-Menschenrechtsrat.

## Ausbildung
Katroungalos absolvierte von 1980 bis 1985 ein Jurastudium an der Universität Athen, schloss ein Aufbaustudium (D.E.A.) in Verwaltungs- und Verfassungsrecht an der Université Paris 1 Panthéon-Sorbonne an. 1987 erhielt er seine Zulassung als Rechtsanwalt in Athen. 1990 wurde er von der Université Paris 1 promoviert. Seine Dissertation mit dem Titel La crise de légitimité de l’Administration: Le cas de la Grèce („Die Legitimitätskrise der Verwaltung – Der Fall Griechenland“) wurde mit Mention Très honorable bewertet.

## Beruflicher Werdegang
1994 und erneut von 1997 bis 2002 war er als Rechtsberater für das griechische Bildungsministerium tätig. Zwischenzeitlich lehrte und forschte er als Gastprofessor bzw. Dozent an der Universität Roskilde in Dänemark und der Rechtsfakultät der Universität Athen. Seit 1997 ist er Mitglied des Center for European Constitutional Law. Von 1998 bis 2011 war er als Mediator und Schlichter bei der griechischen Organisation für Mediation und Schiedsverfahren akkreditiert. Von 2000 bis 2003 beriet er die Ständige Vertretung Griechenlands bei den Vereinten Nationen in deren Tätigkeit im Hauptausschuss 3 der Generalversammlung (soziale, humanitäre und kulturelle Fragen).
2002 wurde er zum Associate Professor für Öffentliches Recht an der Dimokritos-Universität Thrakien berufen, dort leitete er das Institut für Sozialverwaltung. Von 2002 bis 2003 war er Vorstandsvorsitzender eines Staatsunternehmens für Berufsausbildung des griechischen Arbeitsministeriums, 2003 zudem Vorstandsmitglied des Europäischen Zentrums für die Förderung der Berufsbildung (CEDEFOP). Von 2003 bis 2004 gehörte er einem Expertenkomitee des Außenministeriums an, das eine Verfassung für Europa ausarbeiten sollte. Katroungalos wirkte auch als Berater für rechtliche Reformen beziehungsweise den Aufbau von Institutionen in Usbekistan, Albanien, Mazedonien, Syrien und Armenien.
Er hat eine Reihe von Büchern (teils auf Griechisch, teils auf Englisch) veröffentlicht, die sich hauptsächlich mit den Themen Sozial- und Wohlfahrtsstaat, soziale Rechte und Sozialpolitik beschäftigen.

## Politische Tätigkeit

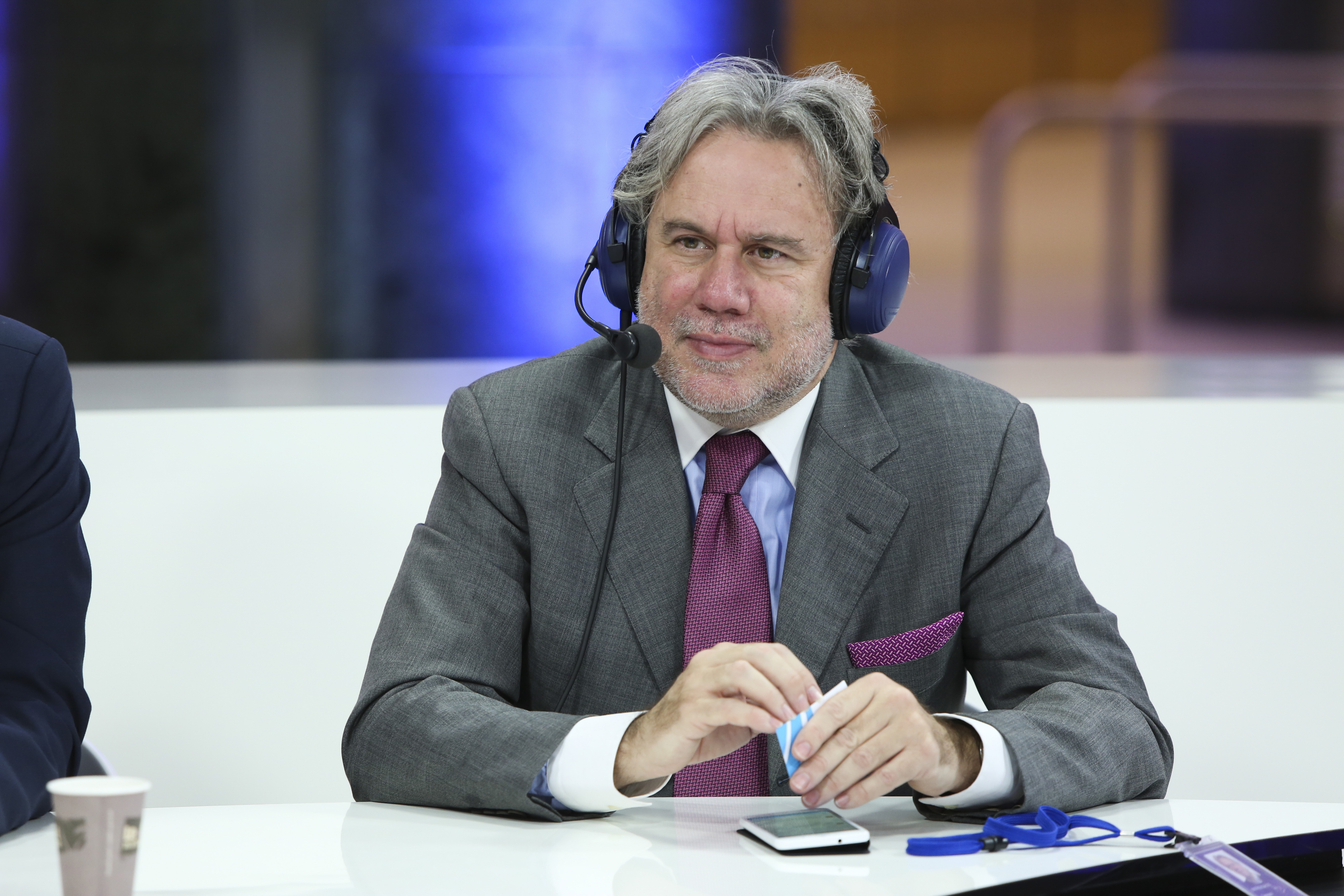
Giorgos Katroungalos bei einer „Bürgerecke“ von Euranet Plus im Dezember 2014

Bei der Europawahl 2014 wurde Katroungalos auf der Liste der SYRIZA ins Europäische Parlament gewählt. In der Fraktion GUE/NGL war er dort Mitglied in den Ausschüssen für Verkehr und Tourismus sowie für konstitutionelle Fragen.
Nach dem Sieg von SYRIZA bei der Wahl im Januar 2015 wurde Katroungalos zum stellvertretenden Minister im Innenministerium mit Zuständigkeit für Verwaltungsreform ernannt. Im Zuge dessen legte er sein Mandat im Europaparlament nieder; Stelios Kouloglou rückte nach. Im März 2015 berichtete die Zeitung To Vima, dass er als Rechtsanwalt einige Beamten vertreten haben soll, die im Rahmen der Sparmaßnahmen gegen die Griechische Staatsschuldenkrise entlassen worden waren, und zugleich als Regierungsmitglied deren Wiedereinstellung betrieben habe, wofür er wiederum als Anwalt eine Provision verlangt haben soll. Ihm wurde zumindest ein Interessenkonflikt wenn nicht gar Korruption vorgeworfen. Die Vorwürfe stellten sich jedoch als haltlos heraus. Nach einer Kabinettsumbildung wurde Katroungalos am 17. Juli 2015 als Minister für Arbeit, Sozialversicherung und soziale Solidarität vereidigt.

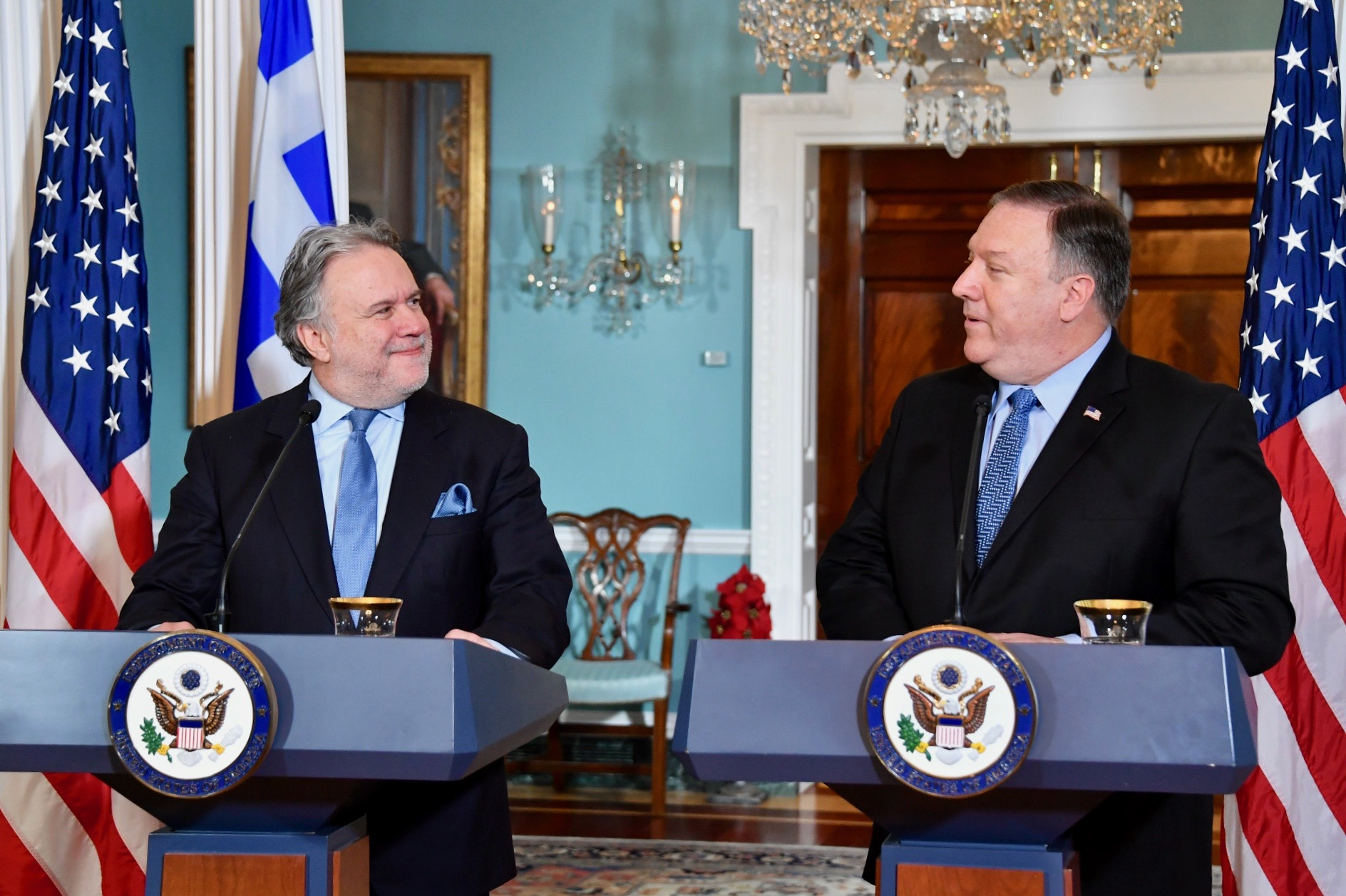
Katroungalos (links) mit US-Außenminister Mike Pompeo, Dezember 2018

Im Kabinett Alexis Tsipras II (ab 23. September 2015) blieb Katroungalos zunächst Arbeitsminister. Bei der Regierungsumbildung am 5. November 2016 wechselte er in das Amt des stellvertretenden Außenministers. Nach dem Rücktritt des Außenministers Nikos Kotzias im Oktober 2018 übernahm zunächst Ministerpräsident Alexis Tsipras das Ministeramt in Personalunion, Katroungalos blieb stellvertretender Minister. Am 15. Februar 2019 wurde Katroungalos selbst zum Außenminister ernannt. Er amtierte bis zum Regierungswechsel im Juli 2019.
Er ist seit 2019 stellvertretender Vorsitzender der Fraktion der Vereinigten Europäischen Linken bei der Parlamentarischen Versammlung des Europarates (PACE) und seit 2021 Präsident des Unterausschusses für die Mitte Osten und die arabische Welt. Im März 2022 wurde er einstimmig zum Präsidenten der Gruppe gewählt.
Im März 2024 wurde er als Nachfolger des Uganders Livingstone Sewanyana zum Sachverständigen zur Förderung einer demokratischen und gerechten internationalen Ordnung beim UN-Menschenrechtsrat ernannt.

## Familie
Katroungalos ist verheiratet und hat zwei Töchter.

## Werke (Auswahl)
- Ανισότητες και Δίκαιο [Anisotites kai Dikaio; Ungleichheiten und Recht]. Alexandria, Athen 2014.
- The (Dim) Perspectives of the European Social Citizenship. Jean Monnet Working Paper Nr. 05/07, NYU School of Law, New York 2007.
- Southern European welfare states. Problems, challenges and prospects. Gemeinsam verfasst mit Gabriella Lazaridis. Palgrave Macmillan, 2003.
- The South European Welfare Model. The Greek Welfare State, in Search of an Identity. In: Journal of European Social Policy February, Band 6, Nr. 1, 1996, S. 39–60, doi:10.1177/095892879600600103.